# Bankura (distrikt)
Bānkurā är ett distrikt i Indien.   Det ligger i delstaten Västbengalen, i den östra delen av landet, 1 200 km sydost om huvudstaden New Delhi. Antalet invånare är 3 596 674. Arean är 6 822 kvadratkilometer. Bānkurā gränsar till Puruliya.
Terrängen i Bānkurā är lite kuperad.
Följande samhällen finns i Bānkurā:
- Bankura
- Bishnupur
- Sonāmukhi
- Khātra
- Barjora
- Pātrasāer
- Beliātor